# Nizozemsko na Letních olympijských hrách 1968
Nizozemsko na Letních olympijských hrách 1968 v Mexiku reprezentovala výprava 107 sportovců, z toho 82 mužů a 25 žen v 11 sportech.

## Medailisté
| Medaile | Jméno                                                   | Sport      | Disciplína                   |
| ------- | ------------------------------------------------------- | ---------- | ---------------------------- |
| Zlato   | Ada Kok                                                 | Plavání    | Ženy 200 m motýlek           |
| Zlato   | Jan Wienese                                             | Veslování  | Muži skif                    |
| Zlato   | Joop Zoetemelk Jan Krekels Fedor den Hertog René Pijnen | Cyklistika | Muži 100 km časovka družstev |
| Stříbro | Jan Jansen Leijn Loevesijn                              | Cyklistika | Muži 2000 m tandem           |
| Stříbro | Harry Droog Leendert van Dis                            | Veslování  | Muži dvojskif                |
| Stříbro | Roderick Rijnders Herman Suselbeek Hadriaan van Nes     | Veslování  | Muži dvojka s kormidelníkem  |
| Bronz   | Mia Gommersová                                          | Atletika   | Ženy běh na 800 m            |